# Kasachstanskaja Prawda
Kasachstanskaja Prawda (russisch Казахстанская правда, deutsch Kasachische Wahrheit) ist eine regierungsamtliche, russischsprachige Tageszeitung in Kasachstan und eine wichtige Quelle amtlicher und geschäftlicher Informationen in der Republik Kasachstan.

## Geschichte
Die Zeitung Kasachstanskaja Prawda wurde 1920 gegründet, wobei der Vorreiter die russischsprachige Zeitung „Iswestija Kirgiskogo Kraja“ (russisch Известия Киргизского края, auf deutsch Nachrichten der kirgisischen Region) war und die am 1. Januar 1920 herausgegeben wurde. Diese Zeitung wurde jeden Donnerstag herausgegeben, das Halbjahresabonnement betrug 50 Rubel, wobei Sonderausgaben 2 Rubel kosteten.
Mit der Gründung der Kasachischen Sozialistischen Sowjetrepublik gewann die Zeitung „Iswestija Kirgiskogo Kraja“ an Bedeutung, da sie in die kommunistische Partei eingegliedert wurde, und wurde ab 1923 sechsmal in der Woche herausgegeben.
Der Name wurde 1921 in „Stepnoje pravo“ (russisch Степная правда, auf deutsch Wahrheit der Steppe) geändert und von 1923 bis 1932 hieß die Zeitung „Sojetskaja Step“ (russisch Советская степь, auf deutsch Sowjetische Steppe). Die erste Erscheinung unter dem Namen Kasachstanskaja Prawda erfolgte am 21. Januar 1932.

Viele berühmte sowjetische Journalisten wie beispielsweise Olga Bergholz, Pavel Kusnetzov, Pavel Rogosinckij und Sergej Kruschinskij schrieben für die Kasachstanskaja Prawda und kooperierten wie Michail Soschtschenko, Kukryniksy, Konstantin Simonow und Konstantin Paustowski mit der Zeitung.

## Inhalt
Die Kasachstanskaja Prawda gilt als Sprachrohr der Regierung und ein Muss für politisch Interessierte, da dort die Dekrete des Präsidenten, die Ernennungen und Entlassungen von Regierungsmitgliedern und anderen führenden Staatsbeamten sowie Gesetzestexte veröffentlicht werden.
Neben regionalen und nationalen Themen sind internationale Ereignisse zu finden.
Die Kasachstanskaja Prawda hat eine Auflage von 113.850 Exemplaren und ist teilidentisch mit der kasachischsprachigen Tageszeitung Egemen Qazaqstan (83.600 Exemplare).
Beide Zeitungen und weitere Fernsehsender gehören seit Juli 2008 zur nationalen Media-Holding Arna-Media.